# Водозбірні споруди
Водозбі́рні спору́ди (рос. водосборные сооружения, англ. drainage roads; нім. wassersammelnde Anlagen f pl, Wassersammler m) — комплекс гірничих виробок, що служать для збирання води, поверхневого та підземного стоків та відводу дренажних вод. Це — нагірні канави, колодязі, підземні водозбірні галереї, зумпфи шахтних стволів, дрени тощо.

## Взаємодія дренажних виробок
Взаємодія дренажних виробок, (рос.взаимодействие дренажных выработок, англ. interaction of drainage-workings, нім. Zusammenwirken n den Dränageort n) – взаємний вплив (інтерференція) водознижуючих виробок, яке виявляється або в зниженні дебітів (в порівнянні з дебітами окремих виробок) або в зниженні рівнів динамічних, або в одночасній зміні дебітів і рівнів.